# Griphominettia sumatrana
Griphominettia sumatrana är en tvåvingeart som beskrevs av Malloch 1929. Griphominettia sumatrana ingår i släktet Griphominettia och familjen lövflugor. Inga underarter finns listade i Catalogue of Life.